# 会津騒動
会津騒動（あいづそうどう）は、陸奥会津藩において、藩主・加藤明成の時代に起こった江戸時代前期のお家騒動である。

## 経過

### 加藤明成
寛永4年（1627年）、伊予松山藩主・加藤嘉明は20万石から40万石に加増された上で会津藩主として移封された。そして寛永8年（1631年）9月に死去する。
嘉明の死後、家督は長男の明成が継いだが、明成は『古今武家盛衰記』において「私欲日々に長じ、家人の知行、民の年貢にも利息を掛けて取り、商人職人にも非道の運上を割付け取りける故、家士の口論、商工の公事喧嘩止むことなし」、また飯田忠彦の『大日本野史』によれば「明成財を貪り民を虐げ、好んで一歩金を玩弄す。人呼んで一歩殿といふ。歴年、貪欲暴横、農商と利を争ひ、四民貧困し、訟獄止まず、群臣あるひは諫むるも聴かず」と伝えられる。

### 堀主水との対立
堀主水は嘉明時代の功臣で、本姓は「多賀井」であるが、大坂の陣では敵と組みあい、堀に落ちても相手の首を取ったということから「堀」と名乗ることを嘉明に許されていた。
先代からの実績もあり、戦国時代の気骨があった堀は明成の素行に対して何度も諫言したが、堀と明成は次第に不仲になっていく。
そんなとき、堀の家臣と明成の家臣が喧嘩をするという事件が起こる。一方は筆頭家老の家来、一方は藩主の直臣であったことから奉行の権限で裁けることではなく、明成による裁断が仰がれた。すると明成は堀の家来に非があるとして処罰し、さらに堀も連座として蟄居を命じた。この処置に怒った堀は、蟄居を破って明成のもとに現れ、再度の裁断と処罰の無効を訴えた。これに対して明成は怒り家老職を罷免する。

### 堀主水の出奔
寛永16年（1639年）4月16日、堀は実弟の多賀井又八郎ら一族郎党を率いて、白昼堂々と若松城から立ち去った。しかもこのとき、若松城に向かって鉄砲を撃ち、関所を押し破るという暴挙にも出ている。
堀は鎌倉に立ち寄ったあと高野山に逃れた。高野山は堀主水を匿いきれず、主水は紀州藩を頼るが、明成は紀州藩にも引き渡しを要求する。堀主水は紀州にも居られなくなり、江戸へ出て幕府へ「おのれつみなきよしを申す」が
家臣でありながら関所を破り、城に鉄砲を撃ちかけたことは「家臣の礼を失ひ国家の法をみだる。罪ゆるさるべからず」と明成に引き渡され、明成によって弟二人と共に処刑された。

### 所領返上
寛永20年（1643年）4月、明成は「我は病で藩政を執れる身ではなく、また大藩を治める任には堪えられず、所領を返還したい」と幕府に申し出た。5月、幕府は加藤氏の改易・取り潰しを命じたが、加藤嘉明の幕府に対する忠勤なども考慮して、明成に1万石を新たに与えて家名再興を許した。しかし明成が応じなかったため、幕府は明成の子・明友に石見吉永藩1万石を新たに与えて家名を再興させた。
『徳川実紀』が伝えるのは以上のような経緯である。ただし『徳川実紀』巻53、寛永20年5月2日条は改易の事実を記したあとで「世に伝うる処は」と経緯を記し、そこに堀主水の一件があるので、この経緯は幕府の記録（日記）に基づくものではなく、同時代の確実な史料はない。
明成は明友の庇護のもとで藩政に口出しせずに余生を送り、万治4年（1661年）1月に死去した。